# 겐레이몬인 우쿄다이부
켄레이몬인 우쿄다이부(일본어: 建礼門院右京大夫 けんれいもんいんうきょうのだいぶ[*], 호겐 2년 (1157년)? - 몰년 미상)는 헤이안 시대 말부터 가마쿠라 시대 초기에 걸친 여류가인이다. 아버지는 후지와라(세존지)노 코레유키, 어머니는 오오가노 모토마사의 딸로, 코토의 명수인 유기리이다. 이름은 이코(伊子)라는 설이 있다. 
조안 3년 (1173년), 다카쿠라 천황의 중궁 켄레이몬인 타이라노 노리코의 우쿄다이부로 출사했다. 후지와라노 타카노부, 타이라노 스케모리와 연애 관계로 스케모리 사후, 공양 여행을 떠났다고 한다. 겐큐 6년 (1195년) 즈음, 고토바 천황에게 다시 출사했다.
가집으로 타카노부, 스케모리와의 사랑 노래를 중심으로 하는 『켄레이몬인 우쿄다이부집』이 있다.
『산로의 이슬』의 작가라는 설이 있다.

## 와카
- いかにせむわが後の世はさてもなほ昔の今日を問ふ人もがな
- 書きつけばなほもつつまし思ひ嘆く心のうちを星よ知らなむ
- 七夕のけふやうれしさ包むらむあすの袖こそかねて知らるれ
- さまざまに思ひやりつつよそながらながめかねぬる星合の空
- 天の河漕ぎはなれゆく舟の中のあかぬ涙の色をしぞ思ふ
- きかばやなふたつの星の物語りたらひの水にうつらましかば
- なにごとをまづかたるらむ彦星の天の河原に岩枕して
- 天の河けふの逢ふ瀬はよそなれど暮れゆく空をなほも待つかな
- ながむれば心もつきて星合の空にみちぬるわが思ひかな
- いつまでか七 (ななつ) のうたを書きつけむ知らばやつげよ天の彦星

## 등장 작품

### 소설
- 『켄레이몬인 우쿄다이부 (建礼門院右京大夫)』 (1975년, 오오하라 토미에 저、코단샤)

### TV 드라마
- 『신・헤이케모노가타리』 (1972년, NHK대하드라마, 연기：키타카와 미카)